# Pavona gigantea
Pavona gigantea là một loài san hô trong họ Agariciidae. Loài này được Verril mô tả khoa học năm 1896.